# Алексеевка (Первомайский район, Крым)
Алексе́евка  (до 1945 года  Эски́-Алике́ч ; укр. Олексі́ївка, крымскотат. Eski Ali Keç, Эски Али Кеч) — село в Первомайском районе Республики Крым, центр Алексеевского сельского поселения (согласно административно-территориальному делению Украины — Алексеевского сельского совета Автономной Республики Крым).

## Население
| 2001 | 2014 |
| ---- | ---- |
| 1303 | ↘913 |

Всеукраинская перепись 2001 года показала следующее распределение по носителям языка
| Язык             | Процент |
| ---------------- | ------- |
| русский          | 54.34   |
| крымскотатарский | 26.63   |
| украинский       | 17.19   |
| другие           | 0.61    |

### Динамика численности
| - 1806 год — 45 чел. - 1889 год — 126 чел. - 1892 год — 124 чел. - 1900 год — 216 чел. - 1915 год — 208/42 чел. - 1926 год — 288 чел. | - 1939 год — 228 чел. - 1989 год — 1332 чел. - 2001 год — 1303 чел. - 2009 год — 987 чел. - 2014 год — 913 чел. |

## Современное состояние
На 2016 год в Алексеевке числится 17 улиц, 1 переулок и 6 территорий; на 2009 год, по данным сельсовета, село занимало площадь 170 гектаров, на которой в 260 дворах проживало 987 человек. В селе действуют средняя общеобразовательная школа, детский сад «Колокольчик», Дом культуры, сельская библиотека-филиал № 2, отделение почты, фельдшерско-акушерский пункт, православный храм преподобного Антония Великого. Алексеевка связана автобусным сообщением с райцентром, городами Крыма и соседними населёнными пунктами.

## География
Алексеевка — большое село в западе района, на возвышенном плато, у границы с Раздольненским районом, на берегу одной из ветвей Северо-Крымского канала, высота центра села над уровнем моря — 72 м. Ближайшие сёла — Чапаево в 6,5 км на юг, Привольное в 7,5 км на север и Воронки Раздольненского района в 6,5 км на запад. Расстояние до райцентра — около 34 километров (по шоссе), ближайшая железнодорожная станция — Евпатория — примерно 52 километра. Транспортное сообщение осуществляется по региональным автодорогам 35Н-440 от шоссе Красноперекопск — Симферополь и 35Н-405 до Кормового (по украинской классификации — С-0-11120 и С-0-11020).

## История
Видимо, изначально селение Али-Кеч состояло из двух удалённых участков, которые в первой половине XIX века уже учитывались, как 2 отдельные деревни: собственно Али-Кеч (впоследствии Эски-Али-Кеч) и Ени-Али-Кеч. Первое документальное упоминание селения встречается в Камеральном Описании Крыма… 1784 года, судя по которому, в последний период Крымского ханства Аликеч входил в Самарчик кадылык Перекопского каймаканства. После присоединения Крыма к Российской империи (8) 19 апреля 1783 года, (8) 19 февраля 1784 года, именным указом Екатерины II сенату, на территории бывшего Крымского ханства была образована Таврическая область и деревня была приписана к Евпаторийскому уезду. После павловских реформ, с 1796 по 1802 год входила в Акмечетский уезд Новороссийской губернии. По новому административному делению, после создания 8 (20) октября 1802 года Таврической губернии, Аликеч был включён в состав Джелаирской волости Евпаторийского уезда.
По Ведомости о волостях и селениях, в Евпаторийском уезде с показанием числа дворов и душ… от 19 апреля 1806 года ещё в одной деревне Аликеч числилось 8 дворов и 45 жителей крымских татар. На военно-топографической карте генерал-майора Мухина 1817 года деревня Алкеч обозначена с 5 дворами. После реформы волостного деления 1829 года Алкач, согласно «Ведомости о казённых волостях Таврической губернии 1829 года» отнесли к Атайской волости (переименованной из Джелаирской). Видимо, в те годы, в результате эмиграции крымских татар, деревня опустела и на карте 1842 года обозначены уже развалины деревни Эски-Алькеч.
В 1860-х годах, после земской реформы Александра II, деревню приписали к Биюк-Асской волости. На трёхверстовой карте 1865—1876 года также обозначены развалины деревни Эски-Али-Кеч. При этом в «Списке населённых мест Таврической губернии по сведениям 1864 года», составленном по результатам VIII ревизии 1864 года указан владельческий хутор Аликеч с 2 дворами и 9 жителями при колодцах По «Памятной книге Таврической губернии 1889 года», по результатам Х ревизии 1887 года, в деревне Аликечь числилось уже 23 двора и 126 жителей. Согласно «…Памятной книжке Таврической губернии на 1892 год», в деревне Эски-Аликеч, входившей в Эски-Аликечское сельское общество, было 124 жителя в 23 домохозяйствах.
Земская реформа 1890-х годов в Евпаторийском уезде прошла после 1892 года, в результате Эски-Аликеч приписали к Коджанбакской волости. По «…Памятной книжке Таврической губернии на 1900 год» в деревне, составлявшей Эски-Аликечское сельское общество, числилось 216 жителей в 41 дворе. По Статистическому справочнику Таврической губернии. Ч.II-я. Статистический очерк, выпуск пятый Евпаторийский уезд, 1915 год, в селе Эски-Али-Кеч Коджамбакской волости Евпаторийского уезда числилось 40 дворов (все дворы с землёй) с татарским населением в количестве 208 человек приписных жителей и 42 — «посторонних», из которых 145 мужчин и 105 женщин. Жители владели 1040 десятинами удобной земли. В хозяйствах имелось 144 лошади, 45 волов, 45 коров и 846 голов мелкого скота.
После установления в Крыму Советской власти, по постановлению Крымревкома от 8 января 1921 года № 206 «Об изменении административных границ» была упразднена волостная система и село вошло в состав Евпаторийского района Евпаторийского уезда, а в 1922 году уезды получили название округов. 11 октября 1923 года, согласно постановлению ВЦИК, в административное деление Крымской АССР были внесены изменения, в результате которых округа были отменены и произошло укрупнение районов — территорию округа включили в Евпаторийский район. Согласно Списку населённых пунктов Крымской АССР по Всесоюзной переписи 17 декабря 1926 года, в селе Эски-Али-Кечь, центре Эски-Али-Кечьского сельсовета Евпаторийского района, числилось 58 дворов, все крестьянские, население составляло 288 человек, из них 287 татар и 1 русский, действовала татарская школа. Постановлением ВЦИК РСФСР от 30 октября 1930 года был создан Фрайдорфский еврейский национальный район (переименованный указом Президиума Верховного Совета РСФСР № 621/6 от 14 декабря 1944 года в Новосёловский) (по другим данным 15 сентября 1931 года) и село включили в его состав. В 1932 году в Эски-Али-Кечь был образован совхоз имени Кирова (на базе которого в 1966 году создан совхоз «Алексеевский»). По данным всесоюзная перепись населения 1939 года в селе проживало 228 человек.
В 1944 году, после освобождения Крыма от фашистов, согласно Постановлению ГКО № 5859 от 11 мая 1944 года, 18 мая крымские татары были депортированы в Среднюю Азию. Указом Президиума Верховного Совета РСФСР от 21 августа 1945 года Эски-Аликеч был переименован в Алексеевку и Эски-Аликечский сельсовет — в Алексеевский (согласно изданию «Города и сёла Украины» — в память о захороненных в селе останках летчика Алексеева, погибшего во время Великой Отечественной войны). С 25 июня 1946 года в составе Крымской области РСФСР. 25 июля 1953 года Новоселовский район был упразднен и село включили в состав Первомайского. 26 апреля 1954 года Крымская область была передана из состава РСФСР в состав УССР. Время упразднения сельсовета и включения в Кормовский пока не установлено: на 15 июня 1960 года село уже числилось в его составе. Указом Президиума Верховного Совета УССР «Об укрупнении сельских районов Крымской области», от 30 декабря 1962 года был упразднён Первомайский район и село присоединили к Красноперекопскому. 8 декабря 1966 года был восстановлен Первомайский район и село вернули в его состав. С 1976 года Алексеевка вновь центр сельсовета. По данным переписи 1989 года в селе проживало 1332 человека. С 12 февраля 1991 года село в восстановленной Крымской АССР, 26 февраля 1992 года переименованной в Автономную Республику Крым. С 21 марта 2014 года в составе Крыма аннексирована Россией.